# Anne Askew
Anne Askew, nata Anne Ayscough o Ascue e ricordata anche con il suo nome da sposata, Anne Kyme (Lincolnshire, 1521 – Londra, 16 luglio 1546) è stata una poetessa e scrittrice inglese. Condannata per eresia, fu torturata alla Torre di Londra e bruciata al rogo a Londra. Askew è ricordata anche per essere stata una delle prime poetesse a comporre in lingua inglese e la prima donna a fare istanza di divorzio in Inghilterra.

## Biografia
Anne Askew nacque nel Lincolnshire nel 1521, figlia del proprietario terriero William Askew e di Elizabeth Wrotessley. William Askew fu un gentiluomo alla corte di Enrico VIII e uno dei giurati nel processo contro i co-accusati di Anna Bolena. Anne era la quarta di cinque figli, che comprendevano anche Francis, Edward, Martha e Jane. William Askey si sposò in seconde nozze con Elizabeth Hutton, che diede ad Anne i fratellastri Christopher e Thomas. Era inoltre parente di Robert Aske, che guidò il Pellegrinaggio di Grazia nel 1536. William Askew promise in sposa la figlia maggiore, Martha, a Thomas Kyme, ma quando Anne compì quindici anni Martha morì e William diede in sposa Anne a Thomas per non sprecare i soldi della dote.
Devota protestante, Anne Askew studiò assiduamente la Bibbia sin da giovane, maturando la convinzione che la dottrina della transustanziazione fosse falsa; queste sue affermazioni diedero scandalo quando pronunciò le sue convinzioni a Lincoln. Thomas Kyme era cattolico e questo creò forti tensioni all'interno del matrimonio, anche perché Anne divenne vittima delle violenze domestiche del marito. I Kyme ebbero due figli, ma non è chiaro se i bambini vissero fino all'età adulta, visto che non sono riportati in nessuna delle fonti storiche, se non da John Bale. Pare che Anne Askew volesse divorziare dal marito per le loro divergenze teologiche e per gli abusi fisici.
Thomas Kyme cacciò la moglie di casa e Anne Askew si trasferì allora a Londra, dove conobbe altri protestanti, tra cui l'anabattista Joan Bocher. Insieme alla sua nuova comunità protestante, Askew studiò profondamente la Bibbia e radicalizzò il suo credo religioso, operandosi anche come predicatrice del vangelo riformato. Nel marzo 1545 Thomas Kyme fece arrestare Anne Askew, che fu riportata in Lincolnshire per volere del marito. Anne tuttavia fuggì e ritornò a Londra per continuare con le predicazioni. All'inizio del 1546 Anne fu arrestata di nuovo e poi rilasciata. Nel maggio 1546 fu arrestata per una terza volta e portata alla Torre di Londra.
Durante l'ultimo anno di regno di Enrico VIII, le tensioni religiose tra tradizionalisti e riformisti si intensificarono e la Askew si trovò in mezzo a questa battaglia teologica e religiosa. Il vescovo Stephen Gardiner consigliava al re di sospendere la Riforma anglicana per favorire un'alleanza con il cattolico Carlo V. I tradizionalisti invece optarono per pratiche già messe in atto alcuni anni prima, facendo arrestare una serie di predicatori minori nella speranza che, sotto tortura, attribuissero crimi o accusassero di altro tradimento predicatori e religiosi di maggior rilievo. Oltre ad Anne Askew furono arrestati anche diversi predicatori legati alla figura dell'arcivescovo di Canterbury Thomas Cranmer, tra cui Richard Turner e Rowland Taylor.

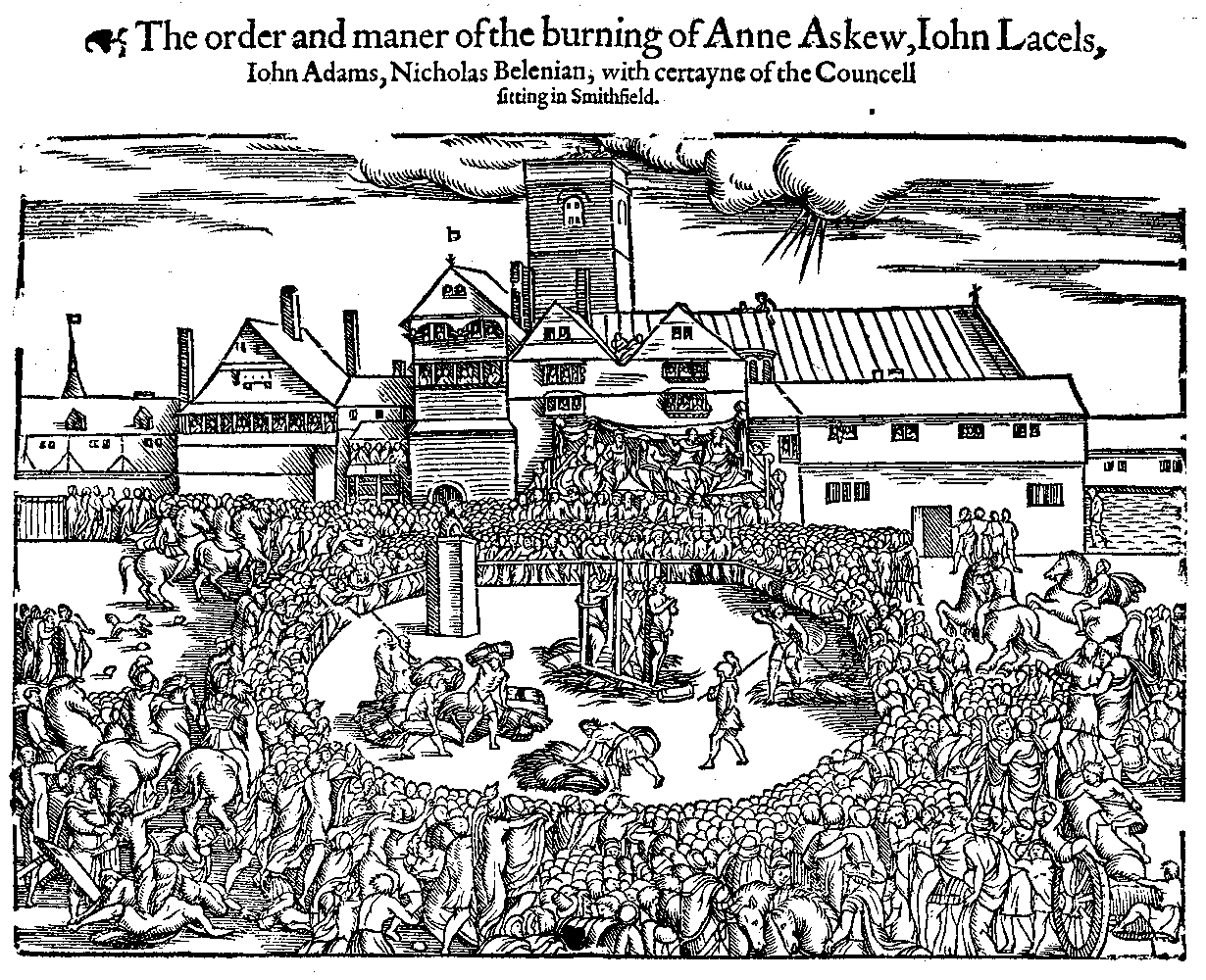
Il rogo di Anne Askew e altri tre eretici a Smithfield, Londra, 1546

Il 18 o il 19 giugno 1546, Anne Askew fu portata alla Torre di Londra, dove fu interrogata per due giorni da Sir Thomas Wriothesley, Stephen Gardiner, John Dudley e William Paget. Minacciata di morte, Askew rifiutò di fare i nomi di altri protestanti e fu così torturata. Insieme a Margaret Cheyney, la Askew è l'unica donna di cui esistono fonti storiche che confermano essere stata torturata all'interno della Torre di Londra. Si sospetta che gli accusatori della Askew le volessero estorcere la confessione che la regina Caterina Parr fosse protestante. I suoi aguzzini la portarono nella stanza delle torture e le chiesero se volesse confessare e, al rifiuto della Askew, la misero sulla ruota. Il dolore fu tale che Anne svenne e fu fatta rinvenire prima di essere sottoposta alla procedura per la seconda volta. Anthony Kingston, il conestabile della Torre di Londra, vietò che la donna fosse torturata ulteriormente.
Tuttavia, approfittando dell'assenza di Kingston che era andato dal re per chiedere la grazia alla Askew, Thomas Wriothesley e Richard Rich fecero torturare nuovamente la donna, le cui spalle, gomiti, anche e ginocchia furono completamente disarticolate. La Askew tuttavia rifiutò di confessare e fu condannata al rogo per eresia. Insieme a John Lascelles, Nicholas Belanian e John Adams, Anne Askew fu bruciata viva a Smithfield, Londra, il 16 luglio 1546, all'età di ventiquattro anni. A causa delle torture, Anne non poteva stare in piedi e fu quindi condotta al rogo su una sedia e legata al palo dell'esecuzioni in posizione seduta. Testimoni affermano che la donna si comportò coraggiosamente anche prima e durante il supplizio. Prima del rogo, il vescovo Nicholas Shaxton predicò a lungo e offrì loro un'ultima possibilità di abiurare, ma Anne Askew non rinunciò ai suoi ideali religiosi e anzì contraddisse il vescovo quando le sue predicazioni deviavano dalla dottrina predicata dalla donna. Dopo che il fuoco fu appiccato, Askew affrontò il dolore in silenzio e non urlò prima che fiamme le raggiungessero il petto. Un simpatizzante avrebbe consegnato ai quattro eretici della polvere da sparo che, scoppiando, avrebbe posto fine più velocemente alla loro agonia.